# Mook
Mook is een kerkdorp in de Nederlandse gemeente Mook en Middelaar en na Molenhoek de noordelijkste plaats in de provincie Limburg. Het is de hoofdplaats van deze gemeente. Op 1 januari 2023 had Mook 3.085 inwoners. Mook ligt in een natuurlandschap aan de Maas. De omgeving is vrij heuvelachtig. Centraal in het dorp ligt het Raadhuisplein met het gemeentehuis en het markante kerkje Sint Antonius Abt. Voorheen lag daar ook de bekende horecavoorziening De Schans, thans een leegstaand gebouw.
Mook geniet bekendheid door de Mookerheide, een bos- en heidegebied waar in 1574 de Slag op de Mookerheide plaatsvond.

## Geschiedenis
Mook ontstond langs de weg van Nijmegen naar Venlo. De heerlijkheid behoorde aan het Mariastift en het Sint-Adalbertstift te Aken en werd in 1227 verkocht aan de graaf van Gelre. In 1473 werd het een leen van het hertogdom Kleef, om in 1815 bij het Verenigd Koninkrijk der Nederlanden te worden gevoegd.
Mook leed grote schade in 1944 en 1945 en werd daarna herbouwd.

## Monumenten
- Twee schansen (de Mookerschans en de Heumenseschans), beide uit de 17e eeuw
- Jachtslot de Mookerheide
- De Sint-Antonius Abtkerk. Bij de kerk werd in 2008 het Monument voor het kunstenaarsverzet geplaatst.
- Mook War Cemetery
- Kapel Onze-Lieve-Vrouw van de Dwaallichtjes
- Kunstwerk op Raadhuisplein ter herinnering aan Slag op de Mookerheide (gebroeders Lodewijk en Hendrik van Nassau)

## Natuur en landschap
Mook ligt direct aan de Maas, tegenover Katwijk, dat via een veerpont te bereiken was. Deze pont is echter opgeheven. De spoorbrug over de Maas is van 1882. De verbinding met Katwijk is in 2020 hersteld, door de aanleg van een fietsbrug parallel aan de spoorbrug. Een waterweg takt bij Mook af van de Maas en voert naar de Mookerplas, die door zand- en grindwinning is ontstaan. Ten noordoosten van Mook ligt een stuwwallengebied met hoogten tot 69 meter. Hier ligt de Mookerheide, een natuurgebied met de Heumense schans en de Mookerschans. Ten noordwesten daarvan ligt het natuurgebied Herrendal en ten zuidoosten van de Mookerheide ligt nog het natuurgebied Sint-Jansberg. Al deze gebieden liggen op de uitlopers van stuwwallen.
Aan de oostelijke kant van Mook, begrensd door de Groesbeekseweg, bevindt zich ook het natuurgebied De Zandberg. In 2016 werd dit terrein ontwikkeld tot het Bikepark Mook, onderdeel van de mountainbikeroute van het Rijk van Nijmegen. De Zandberg werd specifiek ingericht met trailfeatures, zoals kuipbochten, jumplines en singletracks in verschillende moeilijkheidsniveaus (blauw, rood, zwart).￼ Bikepark Mook is inmiddels uitgeroepen tot beste mountainbikepark van Nederland.

## Sportvereniging
- RKSV Eendracht '30 is de korfbal- en amateurvoetbalclub uit Mook, opgericht in 1930.
- De Gabriël Groep Mook is een Zeeverkennersgroep opgericht in 1965 vanuit het voormalige Mookse schippersinternaat genaamd naar het Gabrielcollege

## Geboren
- Serge Daan (1940-2018), bioloog

## Nabijgelegen kernen
- Molenhoek, Cuijk, Milsbeek, Plasmolen, Middelaar, Groesbeek

## Foto's

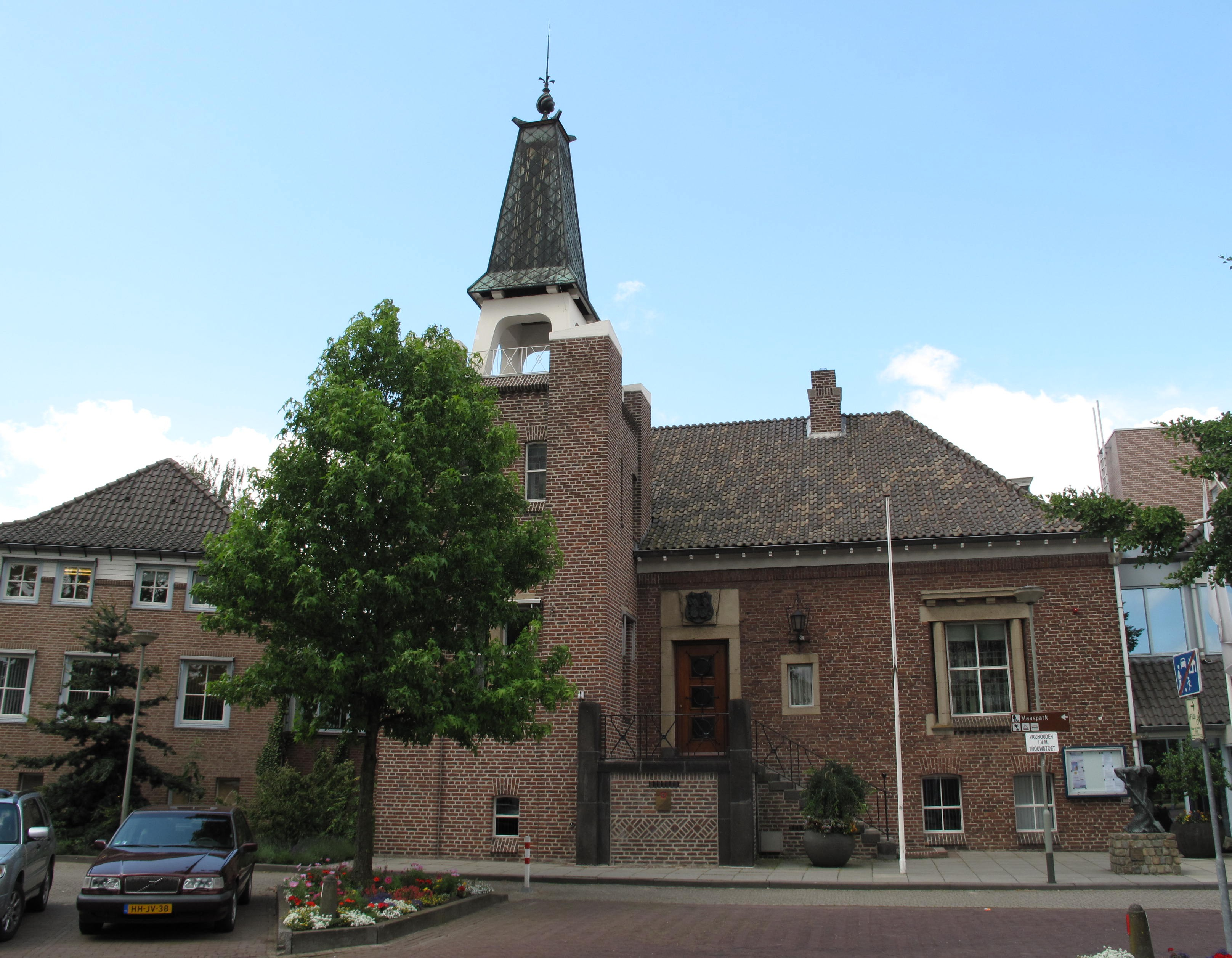
Mook, gemeentehuis
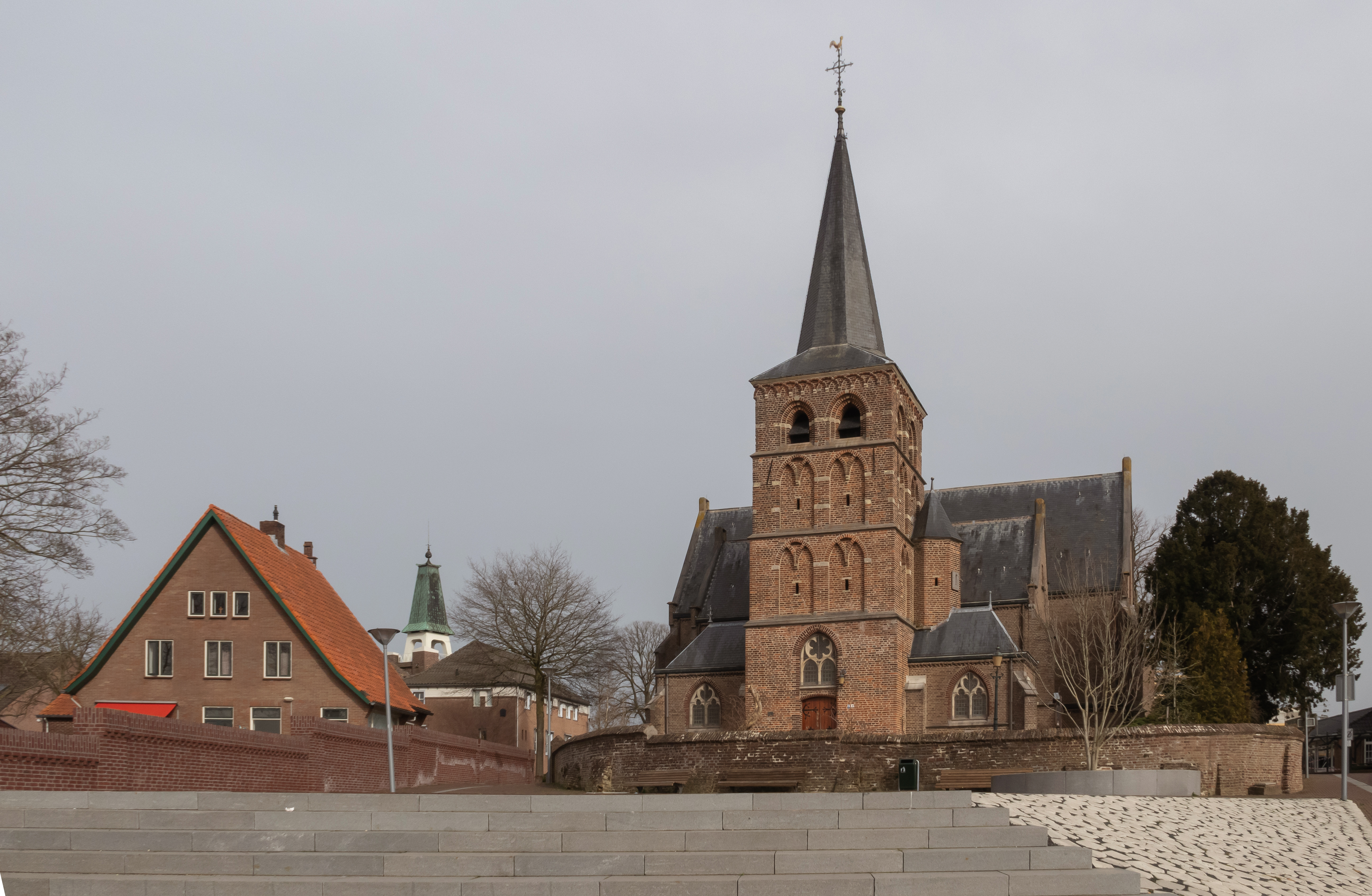
Sint-Antonius Abtkerk
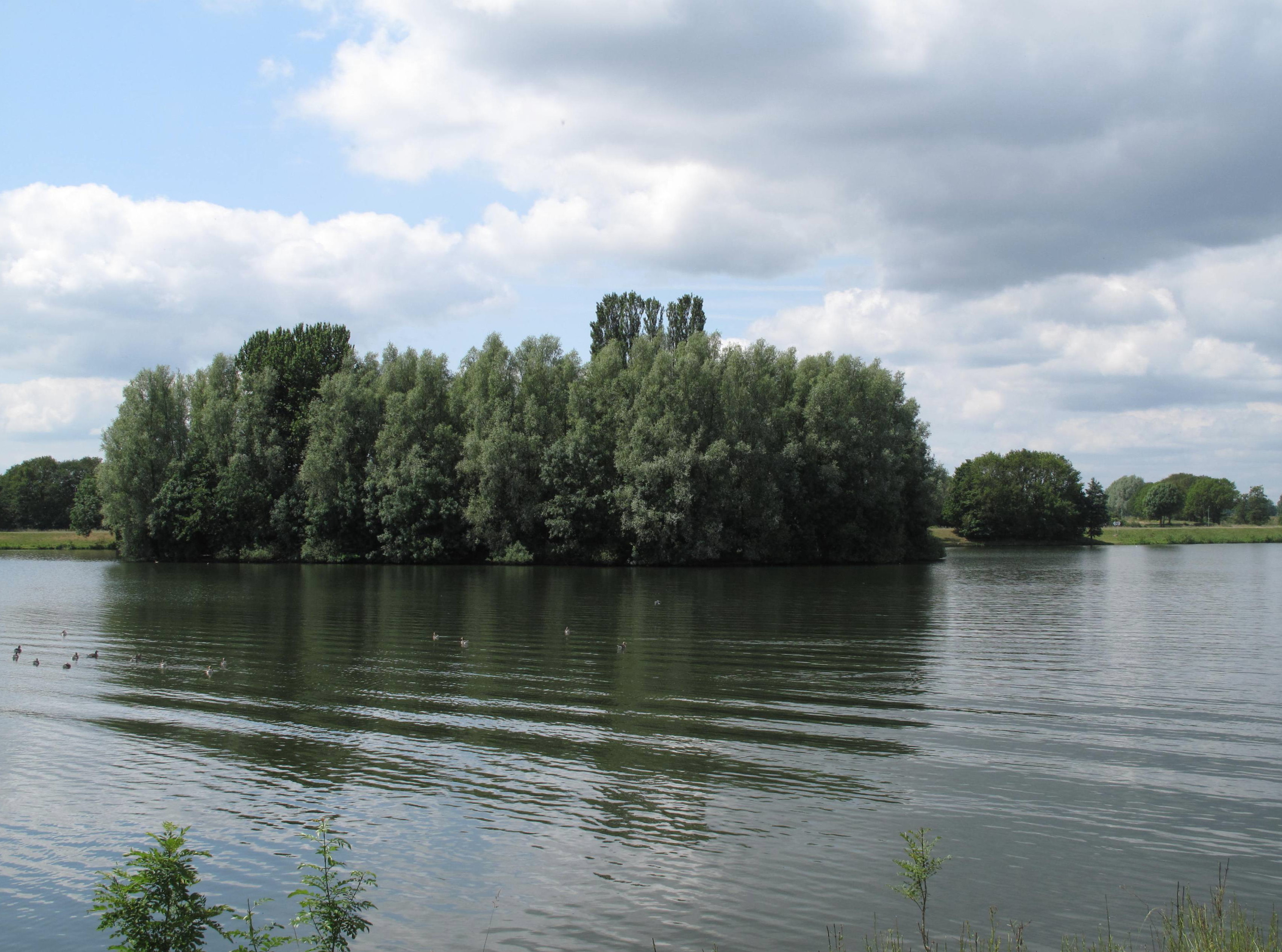
Mookerplas
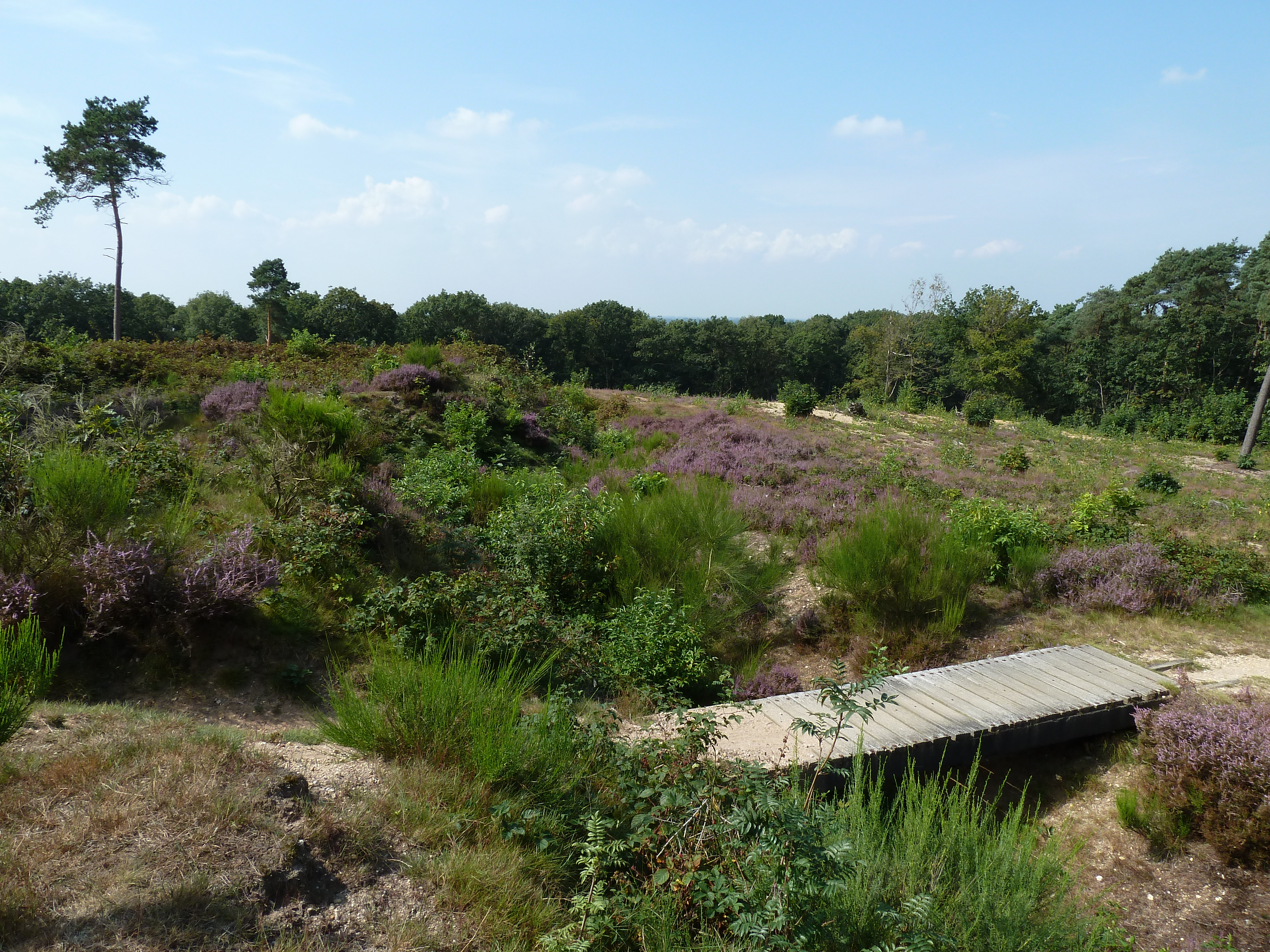
Mookerschans

Dorpen: Middelaar · Molenhoek (deels) · Mook · Plasmolen

Buurtschappen: Bisselt (deels) · Heikant · Katerbosch · Riethorst

Limburg: Steden en dorpen      Nederland: Provincies · Gemeenten